# Marion Zimmer Bradley
Marion Eleanor Zimmer Bradley (ur. 3 czerwca 1930 w Albany, zm. 25 września 1999 w Berkeley) – amerykańska autorka powieści fantasy (często feministycznych) jak np. Mgły Avalonu. W kręgach literackich często używa się skrótu od jej inicjałów – MZB, który to skrót ukuł przyjaciel autorki, redaktor Donald A. Wollheim.

## Życiorys
Była dwukrotnie zamężna, od 26 października 1949 do 19 maja 1964 z Robertem Aledenem Bradleyem oraz od 3 czerwca 1964 do 9 maja 1990 z Walterem Breenem. W roku 1965 ukończyła Hardin Simmons University w Abilene w stanie Teksas. Później przeprowadziła się do Berkeley w Kalifornii by podjąć studia na University of California – 1965 do 1967. Jej pierwszy syn, David Bradley, poszedł w ślady matki, i również został pisarzem science fiction i fantasy. Ma jeszcze córkę, Moirę. Młodszy brat Marion Zimmer Bradley, Paul Edwin Zimmer, również był uznanym pisarzem science fiction i fantasy, a także poetą.
W latach 80. Bradley była neopoganką, lecz już w latach 90. na powrót stała się pobożną chrześcijanką. Sama autorka uznała okres odejścia od Kościoła "poszukiwaniem nowych możliwości".
Po długoletnim stopniowym pogarszaniu się stanu zdrowia, Marion Zimmer Bradley zmarła 25 września 1999 roku w Centrum Medycznym Alta Bates, w cztery dni po ataku serca. Dwa miesiące później jej prochy zostały rozsypane na Glastonbury Tor w hrabstwie Somerset w Anglii.
W 2014 roku jej córka Moira Greyland publicznie wyznała, że jako dziecko była wykorzystywana seksualnie przez matkę. Temat ten rozwinęła w wydanej w 2017 roku książce The Last Closet: The Dark Side of Avalon, gdzie opisała m.in. inne przypadki wykorzystywania seksualnego chłopców i dziewczynek, których dopuściła się Marion Zimmer Bradley wraz z mężem Walterem Breenem, a także jej zaangażowanie w ruch na rzecz promocji pedofilii.

## Kariera literacka
Zadebiutowała w 1952 r., opowiadaniem Vortex. Pierwszą powieść, Falcons of Narabedla, opublikowała w maju 1957 r., w magazynie Other Worlds.
Bradley była redaktorką wieloczęściowego cyklu antologii Sword and Sorceress który zachęcał młodych autorów do nadsyłania własnych opowiadań fantasy. Mimo iż promowała przede wszystkim młode autorki, nie stroniła od umieszczania prac mężczyzn w swoich antologiach. Mercedes Lackey to tylko jedna z wielu autorów, którzy zadebiutowali w jednej z tych antologii. MZB redagowała ostatni maszynopis Sword and Sorceress w ostatnim tygodniu swojego życia.
Autorka stworzyła planetę Darkover, jako miejsce akcji dla swojej serii książek fantasy. Napisała wiele opowiadań osadzonych na Darkover samodzielnie, a później zaczęła współpracować z innymi autorami, wydając antologie Darkover. W jednej z takich antologii pisarka zawarła szereg tekstów debiutantów. Najwcześniejsze powieści o Darkover były czystym fantasy, jednak w kolejnych tomach świat zyskał posmak science-fiction – odkryto, iż Darkover jest zagubioną kolonią Ziemi i ponownie nawiązano z nią kontakt.
Najbardziej znaną powieścią jej autorstwa są prawdopodobnie Mgły Avalonu, legenda Camelotu opowiedziana z punktu widzenia Morgaine i Gwenhyfar (Ginewry), która później rozrosła się w całą serie książek.
Pisząc pod pseudonimami Morgan Ives, Miriam Gardner, John Dexter oraz Lee Chapman, MZB wydała w latach 60. kilka powieści o tematyce homoseksualnej. Choć były dość łagodne według dzisiejszych standardów, w tamtych czasach uznane zostały za pornografię. Wcześniej, w latach 50. działała w ruchu lesbijskim Daughters of Bilitis.
W 1966 roku MZB została współzałożycielką Society for Creative Anachronism, która to nazwa została przez nią wymyślona.
W roku 2000 otrzymała pośmiertnie nagrodę World Fantasy za całokształt twórczości.

### Powieści
- The Door Through Space (1961)
- Seven from the Stars (1961)
- Falcons of Narabedla (1964)
- Castle Terror (1965)
- Souvenir of Monique (1967)
- Bluebeard’s Daughter (1968)
- The Jewels of Arwen (1974)
- The Parting of Arwen (1974)
- The Endless Voyage (1975)
- Drums of Darkness (1976)
- The Brass Dragon (1978)
- Ruins of Isis (1978)
- The Catch Trap (1979)
- The Endless Universe (1979)
- Dom światów (The House Between the Worlds) (1980)
- Survey Ship (1980)
- The Colors Of Space (1983)
- Night’s Daughter (1985)
- Lythande (1986)
- The Fall of Atlantis (1987)
- The FireBrand (1987)
- Tiger Burning Bright (1995) (razem z Mercedes Lackey i Andre Norton)
- The Gratitude of Kings (1997)

### Cykle
- Cykl avaloński
  - Mgły Avalonu (The Mists of Avalon, 1979)
    - Księga Pierwsza "Mistrzyni Magii" (The Mistress of Magic)
    - Księga Druga "Najwyższa Królowa" (The High Queen)
    - Księga Trzecia "Król Byk" (The King Stag)
    - Księga Czwarta "Więzień Dębu" (The Prisoner in the Oak)

  - Leśny dom (The Forest House, 1993, kolejne wydania od 1998 publikowane pod tytułem The Forests of Avalon)
  - Pani Avalonu (Lady of Avalon, 1997)
    - Księga Pierwsza "The Wisewoman" A.D. 96 – 118
    - Księga Druga "The High Priestess" A.D. 285 – 293
    - Księga Trzecia "Daughter of Avalon" A.D. 440 – 452

  - Kapłanka Avalonu (Priestess of Avalon, 2000) (razem z Dianą L. Paxson)
  - The Ancestors of Avalon (2004) (razem z Dianą L. Paxson)

- Cykl Kroniki Darkoveru
  - The Planet Savers (1962)
  - The Sword of Aldones (1962)
  - The Bloody Sun (1964)
  - Stars of Danger (1965)
  - World Wreckers (1971)
  - Rozbitkowie na Darkover (Darkover Landfall, 1972)
  - The Spell Sword (1974)
  - Dziedzictwo Hasturów (The Heritage of Hastur, 1975)
  - The Shattered Chain (1976)
  - The Forbidden Tower (1977)
  - Winds of Darkover (1977)
  - Królowa burzy (Stormqueen) (1978) (razem z Paulem Edwinem Zimmer)
  - The Keeper's Price (1980)
  - Two to Conquer (1980)
  - Wygnanie Sharry (Sharra's Exile, 1981)
  - Sokolniczka (Hawkmistress!, 1982)
  - Sword of Chaos (1982)
  - Thendara House (1983)
  - City of Sorcery (1984)
  - The Darkover Saga (omnibus) (1984)
  - Free Amazons of Darkover (1985)
  - Star of Danger (1985)
  - Other Side of the Mirror (1987)
  - Red Sun of Darkover (1987)
  - Warrior Woman (1987)
  - Four Moons of Darkover (1988)
  - The Heirs of Hammerfell (1989)
  - Domains of Darkover (1990)
  - Leroni of Darkover (1991)
  - Renunciates of Darkover (1991)
  - Marion Zimmer Bradley's Darkover (1993)
  - Rediscovery (1993) (razem z Mercedes Lackey)
  - Towers of Darkover (1993)
  - Snows of Darkover (1994)
  - Exile's Song (1996) (razem z Adrienne Martine-Barnes)
  - The Shadow Matrix (1997) (razem z Adrienne Martine-Barnes)
  - Traitor's Sun (1999) (razem z Adrienne Martine-Barnes)
  - The Fall of Neskaya (2001) (razem z Holly Lisle(inne języki))
  - The Ages of Chaos (omnibus) (2002)
  - The Forbidden Circle (omnibus) (2002)
  - Heritage And Exile (omnibus) (2002)
  - The Saga of the Renunciates (omnibus) (2002)
  - Zandru's Forge (2003) (with Holly Lisle)
  - A World Divided (omnibus) (2003)
  - First Contact (omnibus) (2004)
  - To Save a World (omnibus) (2004)
  - A Flame in Hali (2004) (with Holly Lisle)

- Cykl Glenraven (razem z Holly Lisle)
  - Glenraven (1996)
  - In the Rift (1998)

- Cykl Witchlight
  - Ghostlight (1995)
  - Witchlight (1996)
  - Gravelight (1997)
  - Heartlight (1998)

### Powieści pisane pod pseudonimami
- Napisane pod pseudonimem Lee Capman
  - I am a Lesbian (1962)
- Napisane pod pseudonimem John Dexter
  - No Adam for Eve (1966)
- Napisane pod pseudonimem Miriam Gardner
  - My Sister, My Love (1963)
  - Twilight Lovers (1964)
  - The Strange Women (1967)
- Napisane pod pseudonimem Valerie Graves
  - Witch Hill (1972)
- Napisane pod pseudonimem Morgan Ives
  - Spare Her Heaven (1963)
  - Anything Goes (1964)
  - Knives of Desire (1966)